# Paraclinus infrons
Paraclinus infrons är en fiskart som beskrevs av Böhlke, 1960. Paraclinus infrons ingår i släktet Paraclinus och familjen Labrisomidae. Inga underarter finns listade i Catalogue of Life.